# Neotinea
Neotinea és un gènere d'orquídies. Són plantes natives de la major part d'Europa, la regió mediterrània i les illes de l'est de l'Atlàntic, des de les Illes Canàries, Madeira i Islàndia fins a l'Iran i Sibèria occidental.

## Taxonomia

### Espècies
El 2014}, la World Checklist of Selected Plant Families n'accepta cinc espècies incloent una d'origen híbrid:
- Neotinea × dietrichiana (Bogenh.) H.Kretzschmar, Eccarius & H.Dietr. (N. tridentata × N. ustulata)
- Neotinea lactea (Poir.) R.M.Bateman, Pridgeon & M.W.Chase (sinònim Orchis lactea)
- Neotinea maculata (Desf.) Stearn
- Neotinea tridentata (Scop.) R.M.Bateman, Pridgeon & M.W.Chase (sin. Orchis tridentata)
- Neotinea ustulata (L.) R.M.Bateman, Pridgeon & M.W.Chase (sin. Orchis ustulata)